# The Social Network
Pour plus de détails, voir Fiche technique et Distribution.
The Social Network ou Le Réseau social au Québec est un film américain réalisé par David Fincher et sorti en 2010.
Il s'agit de l'adaptation de l'essai The Accidental Billionaires: The Founding Of Facebook, A Tale of Sex, Money, Genius, and Betrayal de Ben Mezrich, publié en 2009, dont le livre est traduit chez Max Milo Éditions, en janvier 2010, sous le titre La Revanche d'un solitaire : la Véritable Histoire du fondateur de Facebook. Le film raconte, selon une structure non linéaire en plusieurs flashbacks, la conception de Facebook jusqu'au cap du million d'abonnés atteint et alterne au présent les deux procès simultanés lancés contre Mark Zuckerberg par d'anciens camarades de l'université Harvard, l'un par les frères Winklevoss et l'autre par Eduardo Saverin.
Le film remporte trois trophées lors de la 83e cérémonie des Oscars.
En 2024, il est sélectionné par le National Film Registry pour conservation à la bibliothèque du Congrès des États-Unis, en raison de son « importance culturelle, historique ou esthétique ».

## Synopsis
Le film suit une structure non linéaire en plusieurs flashbacks concentrés sur la conception de Facebook, de Facemash jusqu'au cap du million d'abonnés atteint et alterne avec des flashforwards sur les deux procès simultanés lancés contre Mark Zuckerberg, l'un par les frères Winklevoss, l'autre par Eduardo Saverin.
En 2003, Mark Zuckerberg est étudiant à l'université Harvard. Durant une soirée, il se fait larguer par sa copine Erica Albright. Il revient ivre à sa résidence d'étudiants et rédige un post sur son blog pour la discréditer. Cela lui donne l'idée de créer un site interactif Facemash qui permettra aux utilisateurs du campus d'élire l'étudiante la plus jolie par le biais de leurs photos piratées sur les trombinoscopes des différentes résidences. Pour obtenir un classement unique de toutes les étudiantes à partir des comparaisons deux à deux de leur attractivité, il s'inspire du classement Elo, utilisé pour les joueurs d'échecs. L'idée fonctionne, le succès est immédiat et conduit au crash du réseau local du campus au milieu de la nuit ; après cet exploit, Zuckerberg se voit condamné par une commission disciplinaire à six mois de mise à l'épreuve pour vandalisme informatique, violation des lois sur le droit à l'image et sur la propriété intellectuelle.
La popularité de Facemash ainsi que Mark attirent l'attention de Cameron et Tyler Winklevoss, par ailleurs rameurs olympiques dans l'équipe d'aviron des États-Unis, et leur partenaire Divya Narendra. Les jumeaux Winklevoss invitent Mark à leur club où Mark accepte un travail en tant que programmeur pour un projet de site de rencontres nommé Harvard Connection. Mark voit son ami Eduardo Saverin et lui parle de son idée d'un projet qu'il nomme The Facebook, un site Internet de réseau social exclusivement réservé aux étudiants de l'université Harvard. Il explique que le projet pourrait relancer la popularité de FaceMash. Eduardo accepte d'aider Mark, et réussit à regrouper 1 000 dollars pour aider à la fondation du site, les parts étant de 70% pour Zuckerberg et 30% pour Saverin. Le site lancé, les jumeaux Winklevoss et Narendra sont persuadés que Zuckerberg a volé leur idée, l'accusant d'avoir été baladés. Les jumeaux et Diyva désirent poursuivre Mark en justice, après les tentatives infructueuses d'une injonction judiciaire ou d'un entretien avec le directeur d'Harvard pour violation du code d'honneur des étudiants.
Le réseau s'étend sur plusieurs continents. Saverin et Zuckerberg souhaitent rencontrer le créateur de Napster, Sean Parker, ce dernier voit dans le réseau une idée de génie et prometteuse. Il donne plusieurs conseils comme celui de renommer The Facebook en Facebook et de s'installer en Californie. Tous s'y installent sauf Saverin qui reste à New-York pour rechercher des annonceurs et investisseurs. Saverin est en froid avec Sean Parker et s'oppose à Mark Zuckerberg sur la politique de monétisation du site. Il va même jusqu'à bloquer les comptes pour lancer l'alerte sur la rentabilisation. Sean Parker et Zuckerberg convainquent Peter Thiel d'investir 500 000 dollars, Facebook dispose de locaux professionnels. Eduardo Savarin découvre que dans les contrats signés pour l'augmentation de capital, il n'est plus crédité comme fondateur et que ses actions ont été diluées jusqu'à une part négligeable de 0,03%, la part des autres fondateurs du site et de Parker n'étant pas changée. Il se brouille avec Zuckerberg, dont il se considérait comme le seul ami, et le menace d'une attaque en justice. Sean Parker est ensuite impliqué dans une fête qui dégénère avec la présence de cocaïne et de mineures.
Finalement, lors d'une discussion avec Zuckerberg, sa conseillère juridique apprend que Sean Parker possède toujours une part de l'actionnariat. Face à un jury peu clément, elle conseille à Zuckerberg de payer les Winklevoss avec une clause de non-divulgation, l'amende étant insignifiante pour la trésorerie de Facebook, après qu'elle a traité Zuckerberg de « sale con », le même qualificatif qu'employa Erica Albright. Il demande à son ancienne copine d'être amie avec lui sur Facebook.
En même temps qu'il rafraichit la page, avec en fond sonore la chanson des Beatles Baby You're a Rich Man, un carton résume les accords à l'amiable conclus avec Saverin, reconnu comme cofondateur de Facebook, et les Winklevoss, qui reçoivent 65 millions de dollars, l'extension mondiale de Facebook et sur le fait que Zuckerberg est le plus jeune milliardaire du monde.

## Fiche technique
Sauf indication contraire, les informations mentionnées dans cette section peuvent être confirmées par la base de données cinématographiques IMDb,  présente dans la section « Liens externes ».
- Titre original et français : The Social Network
- Titre québécois : Le Réseau social
- Réalisation : David Fincher
- Scénario : Aaron Sorkin, d'après l'œuvre de Ben Mezrich
- Musique : Trent Reznor et Atticus Ross
- Direction artistique : Curt Beech
- Décors : Donald Graham Burt
- Photographie : Jeff Cronenweth
- Montage : Kirk Baxter et Angus Wall
- Production : Scott Rudin, Michael De Luca, Dana Brunetti et Ceán Chaffin
- Production déléguée : Kevin Spacey
- Sociétés de production : Scott Rudin Productions, Michael De Luca Productions et Trigger Street Productions
- Sociétés de distribution : Columbia Pictures (États-Unis) ; Sony Pictures Releasing (Belgique, Canada, France et États-Unis)
- Budget (estimation) : 40 millions de dollars[4]
- Pays de production :  États-Unis
- Langue originale : anglais
- Format : couleur - 2,35:1 - son Dolby Digital
- Genre : biographie, drame, historique
- Durée : 120 minutes
- Dates de sortie :
  - États-Unis, Canada : 1er octobre 2010
  - France : 13 octobre 2010 (sortie nationale) ; 16 février 2011 (DVD)
- Classification :
  - États-Unis : PG-13
  - Royaume-Uni : Déconseillé aux moins de 12 ans
  - France : tous publics

## Distribution
- Jesse Eisenberg (VF : Donald Reignoux ; VQ : Hugolin Chevrette-Landesque) : Mark Zuckerberg
- Andrew Garfield (VF : Julien Bouanich ; VQ : Gabriel Lessard) : Eduardo Saverin
- Justin Timberlake (VF : Alexis Tomassian ; VQ : Nicolas Charbonneaux-Collombet) : Sean Parker
- Armie Hammer (VF : Thibaut Belfodil ; VQ : Alexandre Fortin) : Cameron et Tyler Winklevoss
  - Josh Pence (VF : Thibaut Belfodil ; VQ : Alexandre Fortin) : Tyler Winklevoss (doublure physique, Armie Hammer interprétant le rôle des 2 jumeaux + caméo lors d'une scène[5])
- Max Minghella (VF : Stanislas Forlani) : Divya Narendra
- Brenda Song (VF : Nathalie Bienaimé ; VQ : Claudia-Laurie Corbeil) : Christy
- Rashida Jones (VF : Barbara Beretta ; VQ : Marika Lhoumeau) : Marilyn Delpy
- John Getz (VF : Olivier Rodier) : Sy
- Denise Grayson (VF : Blanche Ravalec) : Gretchen
- Douglas Urbanski (VF : Patrick Messe) : Larry Summers
- Rooney Mara (VF : Jessica Monceau ; VQ : Kim Jalabert) : Erica Albright
- Joseph Mazzello (VF : Joachim Salinger ; VQ : Frédéric Millaire-Zouvi) : Dustin Moskovitz
- Wallace Langham : Peter Thiel
- Patrick Mapel (VQ : Nicolas Bacon) : Chris Hughes
- Dakota Johnson (VF : Noémie Orphelin) : Amelia Ritter
- Malese Jow : Alice Cantwel
- Shelby Young : K. C.
- Steve Sires : Bill Gates
- Bryan Barter (VQ : David Laurin) : Billy Olsen
- Barry Livingston (VF : Philippe Ariotti) : M. Cox
- James Shanklin (VF : Denis Boileau) : le prince Albert de Monaco
- Emma Fitzpatrick : Sharon

 Source et légende : version française (VF) sur RS Doublage, Voxofilm et Allodoublage
 Source et légende : version québécoise (VQ) sur Doublage.qc.ca

## Production

### Choix des interprètes

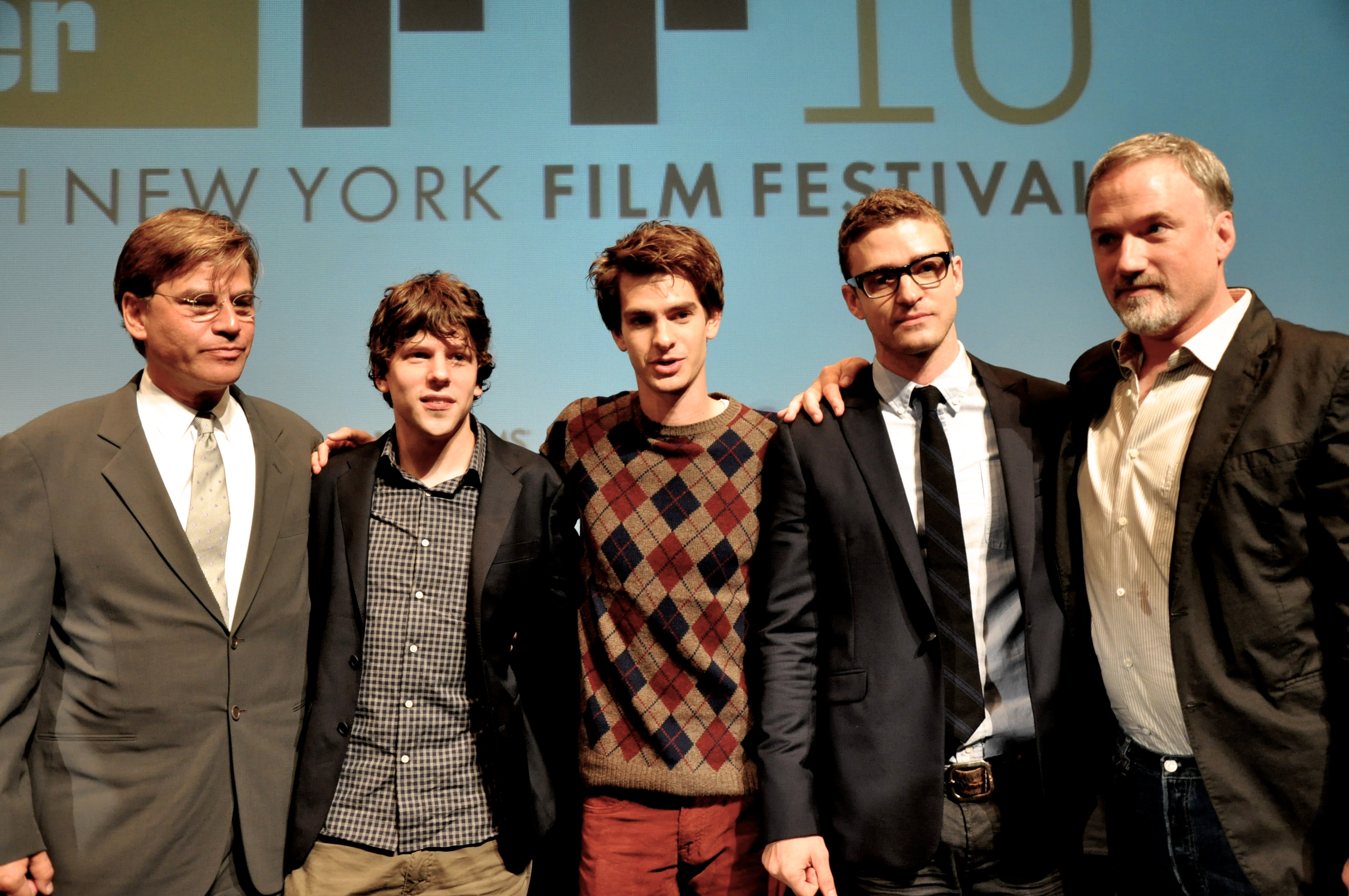
De gauche à droite : le scénariste Aaron Sorkin, les acteurs Jesse Eisenberg, Andrew Garfield et Justin Timberlake et le réalisateur David Fincher au New York Film Festival, en septembre 2010.

La distribution des rôles commence en août 2009, et ouvre des auditions dans plusieurs États. Jesse Eisenberg est tenu au courant du tournage du film à partir de septembre 2009. Quelques jours plus tard, Justin Timberlake et Andrew Garfield obtiennent les rôles de Sean Parker et d'Eduardo Saverin, respectivement. En octobre 2009, Brenda Song, Rooney Mara, Armie Hammer, Shelby Young et Josh Pence sont embauchés. Max Minghella et Dakota Johnson sont également confirmés pour le tournage du film.

### Tournage
Le tournage débute en octobre 2009 à Cambridge (Massachusetts)[réf. nécessaire]. Les scènes ont été filmées dans deux campus du Massachusetts Phillips Academy et Milton Academy. De nombreuses scènes sont également filmées au Wheelock College. La première scène du film, durant laquelle Zuckerberg est en compagnie de sa copine, est tournée en 99 prises. Le film a été tourné sur caméra numérique Red One en résolution 4K. Des scènes ont également été tournées à l'université Johns-Hopkins de Baltimore dans le Maryland.

### Musique
La musique du film, outre la musique composée pour le film par Trent Reznor et Atticus Ross, comprend notamment :
- Ball and Biscuit, de The White Stripes au tout début du film, lors du dialogue entre Mark et sa petite amie ;
- Dans l'antre du roi de la montagne (1874), d'Edvard Grieg, adapté par Trent Reznor (scène de la course d'aviron) ;
- Baby You're a Rich Man (1967) des Beatles, sur le générique de fin ;
- Sound of Violence, de Dennis de Laat. C'est la musique de fond lorsque Mark se retrouve dans la boite de nuit avec Sean ;
- Crazy Baldheads, de Bob Marley. C'est la musique de fond, en Californie ;
- WestCoast Poplock, de Ronnie and the Street People apparaît un bref instant dans la bande son du film, en Californie également ;
- California Über Alles, des Dead Kennedys. On l'entend brièvement lors du concours de hacking entre 3 étudiants.

La musique présente dans la bande-annonce du film est une reprise de Creep de Radiohead interprétée par Scala & Kolacny Brothers. Dans une autre bande-annonce, on peut entendre Power de Kanye West.

## Sortie et accueil

### Critique
The Social Network est très bien accueilli par l'ensemble des critiques. Le site Rotten Tomatoes rapporte que 96 % des critiques ont donné une note positive sur 272 revues, avec une moyenne générale de 9 sur 10 et un consensus critique. Il obtient un 100 % parmi les "top critiques". Le film détient également une note de 95 basée sur 42 revues sur Metacritic, le classant comme l'un des films les mieux notés du site. Il est nommé 8e dans la liste des dix meilleurs films de l'année des Cahiers du cinéma.

### Véracité historique
Selon le cofondateur de Facebook Dustin Moskovitz, le film effectue cela dit une « dramatisation de l'histoire », mettant en avant des choses sans importance (comme les frères Winklewoss, qu'il a écrit n'avoir jamais rencontré), et omettant les aspects importants. Selon lui, la conception de Facebook représentait avant tout beaucoup de travail et de stress. Le cofondateur Eduardo Saverin a similairement affirmé que le film était conçu pour le divertissement et pas pour l'exactitude. Selon Mark Zuckerberg, le drama et la mise en scène avec les fêtes est en majorité fictif, et il a surtout passé 6 ans à travailler dur et à programmer Facebook. Le scénariste Aaron Sorkin a lui-même affirmé qu'il souhaitait avant tout un bon storytelling, et était relativement peu intéressé par la véracité des faits.

### Box-office
Sorti sur 2 771 écrans, The Social Network prend directement la première position du box-office américain avec 22 445,653 de dollars de recettes, pour une moyenne de 8 100 de dollars par salle, lors de son premier week-end d'exploitation. Il garde sa première place le week-end suivant avec 15 451 991 de dollars de recettes engrangées, pour un ratio de 5,576 de dollars par salle, soit une évolution en baisse de 31,2 %. Le cumul des recettes après deux weekends à l'affiche est de 46 021 161 de dollars. Le film parvient à atteindre le seuil maximal des 2,921 salles en quatrième semaine – avant de perdre des salles – et connaît une baisse de bénéfices assez stable, sauf en septième week-end, où il connait une baisse de 48,3 % avec 1 770 077 de dollars (pour une moyenne 1,627 $ par salle), mais pour autant, le total des recettes est de 87 807 502 de dollars. Resté vingt-deux semaines en salles, The Social Network totalise 96 962 694 de dollars de recettes, ce qui est un succès commercial, permettant d'être rentable au vu de son budget de production. Il se positionne en 32e place du box-office de 2010 aux États-Unis.
Mais c'est à l'étranger que The Social Network rencontre un énorme succès commercial avec 127 957 621 de dollars de recettes, les meilleures étant au Japon (16 985 483 de dollars) et au Royaume-Uni (16 876 647 $) et portant le total du box-office mondial à 224 920 315 de dollars.
Distribué en France dans 342 salles la semaine de sa sortie, The Social Network fait un démarrage correct en prenant la seconde position du box-office avec 484 432 entrées. Au fil des semaines, voyant sa diffusion augmenter à 391 salles, le long métrage perd peu d'entrées, parvenant à atteindre le million d'entrées, mais connaît une forte chute à partir de la quatrième semaine. Après quatorze semaines resté en salles, The Social Network totalise 1 494 682 entrées, se classant à la 31e place du box-office de 2010 en France.
| Pays ou région | Box-office    | Date d'arrêt du box-office | Nombre de semaines |
| -------------- | ------------- | -------------------------- | ------------------ |
| États-Unis     | 96 647 996 $  | 3 mars 2011                | 22 semaines        |
| France         | 1 441 988     | 3 mars 2011                | 22 semaines        |
| Mondial        | 220 801 348 $ | 3 mars 2011                | 22 semaines        |

## Distinctions
| |  |  |
| Les acteurs Jesse Eisenberg (à gauche), Justin Timberlake et Andrew Garfield (à droite), à la première espagnole du film, à Madrid le 6 octobre 2010. |  |  |

### Récompenses
- Oscars 2011
  - Meilleur scénario adapté
  - Meilleur montage
  - Meilleure musique de film
- BAFTA 2011
  - Meilleur réalisateur pour David Fincher
  - Meilleur scénario adapté
  - Meilleur montage
- Golden Globes 2011
  - Meilleur film dramatique
  - Meilleur réalisateur pour David Fincher
  - Meilleur scénario
  - Meilleure musique de film
- César 2011 : Meilleur film étranger
- Alliance of Women Film Journalists : Meilleur film en 2009[30]

### Nominations
- Oscars 2011
  - Meilleur film pour les producteurs Dana Brunetti, Ceán Chaffin, Michael De Luca, et Scott Rudin
  - Meilleur réalisateur pour David Fincher
  - Meilleur acteur pour Jesse Eisenberg
  - Meilleure photographie
  - Meilleur mixage son
- BAFTA 2011
  - Meilleur film
  - Meilleur acteur pour Jesse Eisenberg
  - Meilleur acteur dans un second rôle pour Andrew Garfield
- Golden Globes 2011
  - Meilleur acteur dans un film dramatique pour Jesse Eisenberg
  - Meilleur acteur dans un second rôle pour Andrew Garfield